# Ilyos Zeytullayev
Ilyos Zeytullayev (russisch Ильяс Зейтуллаев Iljas Seitullajew; * 13. August 1984 in Angren) ist ein ehemaliger usbekischer Fußballspieler und heutiger Fußballtrainer.

## Verein
Ilyos Zeytullayev wechselte 2001 vom Sportakademklub Moskau zum italienischen Rekordmeister Juventus Turin. Hier kam er jedoch im Laufe der Zeit zu keinem Profieinsatz, weshalb er 2005 weiter zu Reggina Calcio ging. Jedoch vermochte er sich auch hier nicht durchzusetzen, weshalb er zur Saison 2005/06 an den Serie-B-Verein FC Crotone ausgeliehen wurde. Hier kam er häufiger zum Einsatz und konnte zudem seine ersten drei Treffer in Italien erzielen. Anschließend war er für weitere italienische Vereine wie Hellas Verona und dem FC Turin sowie bei HNK Gorica in Kroatien aktiv. Zuletzt fungierte er als Spielertrainer für Cupello Calcio und beendete dort 2019 seine Spielerkarriere.

## Nationalmannschaft
Für die usbekische Fußballnationalmannschaft absolvierte Zetulayev zwischen 2001 und 2007 zehn A-Länderspiele, in denen ihm zwei Tore gelangen.